# Armine von Tempski
Armine von Tempski (eller Tempsky), född 1892 på Maui i Kungariket Hawaii, död 2 december 1943 i Fresno, Kalifornien, var en amerikansk författare och en av Hawaiis mest kända författare. Hon var barnbarn till Gustavus von Tempsky.
Armine von Tempskis självbiografier och romaner baserades på hennes unga år bland hawaiianska cowboys (paniolos) på ranchen Haleakala vid Haleakalā sköldvulkan. Hon träffade bland annat Jack London när han besökte ranchen 1907, och han läste några av hennes berättelser. Hennes första publicerade verk från början av 1920-talet handlade om ansträngningarna för att återställa ön Kahoolawe efter år av torka och överbetning.
Gundla Johansson har översatt von Tempski till svenska.

## Privatliv
Armine von Tempski gifte sig med den kaliforniska fastighetsmäklaren Alfred Lathrop Ball 25 december 1932 i Ventura County, Kalifornien. De var vänner till poeten Don Blanding, som illustrerade von Tempskis bok, Ripe Breadfruit (New York : Dodd, Mead and Company, 1935).